# Marcionstvo
Marcionstvo je ranokršćansko učenje čiji je osnivač Marcion, podrijetlom iz Male Azije. Po njemu postoje dva boga: niži Bog, starozavjetni, koji je stvorio svijet, dao je Zakon i nadahnjivao proroke, koji se ljuti i osvećuje; i Bog Novoga zavjeta, Otac Isusa Krista, Bog ljubavi, milosti i praštanja. Između ova dva boga ne postoji veza; niti postoji veza između Starog i Novog zavjeta, židovstva i kršćanstva. 
Marcion je tako upotpunosti odbacio Stari zavjet te dijelove Novoga zavjeta odbacio koji su nastali pod utjecajem židovstva. Crkva je osudila Marcionove ideje te je ekskomuniciran 144. godine.
Najpoznatiji moderni tumač Marciona bio je Adolf von Harnack, koji naglašava suštinsku razliku između jedinstvenog Evanđelja Kristova i drugih religija.

### Članci
- Bodrožić, Ivan. 2021. Nepoznavanje Pisma je nepoznavanje Krista. Vrhbosnensia. Univerzitet u Sarajevu – Katolički bogoslovni fakultet. Sarajevo. 25 (2): 197–214